# Arxiu Nacional Eslovac
L'Arxiu Nacional Eslovac (en eslovac: Slovenský Národný Archiv, anteriorment «Arxiu Central de l'Estat») és l'arxiu públic més gran d'Eslovàquia. Va ser creat el 1928. Són sota l'autoritat del Ministeri de l'Interior. La seva missió és de conservació i recuperació dels arxius científics. També és el principal centre de formació en aquesta especialitat a Eslovàquia.
Amb seu a Bratislava, l'arquitecte de l'edifici va ser Vladimir Dedeček.